# Дзюдо на играх стран БРИКС 2024
Соревнования по дзюдо на Играх стран БРИКС 2024 года прошли 21-22 июня во Дворце спорта «Татнефть Арена». В соревнованиях приняли участие 123 спортсмена (75 мужчин и 48 женщин) из 14 стран, которые разыграли 14 комплектов наград. На игры приехали дзюдоисты Азербайджана, Белоруссии, Китая, Узбекистана, Сербии, Бразилии, Казахстана, Киргизии, Абхазии, Пакистана, Таджикистана, Сирии, Израиля.

## Медалисты

### Мужчины
| Весовая категория | Золото                                | Серебро                           | Бронза                                                            |
| ----------------- | ------------------------------------- | --------------------------------- | ----------------------------------------------------------------- |
| до 60 кг          | Гамзат Заирбеков · Россия             | Артём Колосов · Беларусь          | Гусейн Аллахьяров · Азербайджан Камоледдин Бахтиёров · Узбекистан |
| до 66 кг          | Иван Черных · Россия                  | Абдурахим Нутфуллоев · Узбекистан | Рашад Елкиев · Азербайджан Есет Куанов · Казахстан                |
| до 73 кг          | Армен Агаян · Россия                  | Чингисхан Сагиналиев · Кыргызстан | Винисус Ардина · Бразилия Ахмадзод Масуди · Таджикистан           |
| до 81 кг          | Абас Азизов · Россия                  | Фалко Лира Габриэль · Бразилия    | Муса Собиров · Узбекистан Жалгас Кайрола · Казахстан              |
| до 90 кг          | Александр Сидорук · Беларусь          | Игорь Воропаев · Беларусь         | Муса Гусейнли · Азербайджан Шахзодходжа Шарипов · Казахстан       |
| до 100 кг         | Нияз Билалов · Россия                 | Сен Ижие · Китай                  | Инал Гаделия · Республика Абхазия Рустам Шорахматов · Узбекистан  |
| свыше 100 кг      | Мартинс Лима Лукас Антонио · Бразилия | Александр Шалимов · Россия        | Джамал Фейзиев · Азербайджан Одилжон Сафаров · Таджикистан        |

### Женщины
| Весовая категория | Золото                           | Серебро                            | Бронза                                                       |
| ----------------- | -------------------------------- | ---------------------------------- | ------------------------------------------------------------ |
| до 48 кг          | Лазиза Хайдарова · Узбекистан    | Хан Шуацяо · Китай                 | Франциска Эдуардо Оливейра · Бразилия Аина Моисеева · Россия |
| до 52 кг          | Глафира Борисова · Россия        | Гульхаё Джураева · Узбекистан      | Анна Буракова · Беларусь Цань Юаньли · Китай                 |
| до 57 кг          | Насименто Сирлен Таис · Бразилия | Ирина Зуева · Россия               | Вэй Тинтин · Китай Фарангиз Реджепова · Узбекистан           |
| до 63 кг          | Цзюнь Ли · Китай                 | Маржона Нуруллоева · Узбекистан    | Кетелин Араужо Насименто · Бразилия Камила Бадурова · Россия |
| до 70 кг          | Валентина Родригес · Бразилия    | Дарья Храмойкина · Россия          | Судаба Агаева · Азербайджан Ли Синцзин · Китай               |
| до 78 кг          | Дарья Концевая · Беларусь        | Беатрис Фуртадо · Бразилия         | София Пажик · Сербия Надежда Татарченко · Россия             |
| свыше 78 кг       | Дженисенюр Аюман · Китай         | Джована Мело Дос Сантос · Бразилия | Лана Бжелика · Сербия Дарья Владимирова · Россия             |